# 조엘 아바티
조엘 마르크 아바티(프랑스어: Joël Marc Abati, 1970년 4월 25일~)는 프랑스의 은퇴한 핸드볼 선수로 포지션은 레프트윙과 라이트윙이다. 프랑스 리그와 독일 리그에서 활약했으며, 특히 독일 클럽인 SC 마그데부르크에서 전성기를 보냈다. 프로 선수로 활동하는 동안 챔피언스리그 1회, EHF 컵 3회 우승을 달성했다. 
또한 프랑스 국가대표팀의 일원으로 활약하여 올림픽 금메달 1개, 세계 선수권 대회 금메달 2개, 동메달 1개, 유럽 선수권 대회 금메달 1개, 동메달 1개를 획득했다.